# Gan Yavné
Gan Yavné est une localité israélienne située à l'est d'Ashdod. Elle a le statut de conseil local depuis 1950.